# Zelos
Segons la mitologia grega, Zelos (en grec antic Ζήλος) va ser un déu menor, fill de Pal·lant i d'Estix. És germà de Niké La Victòria, de Cratos, la Força, i de Bia, la Violència. És l'encarnació de l'ardor i la cura. Va afavorir els Olímpics durant la Titanomàquia.